# Guéthary
Pour les articles homonymes, voir Guéthary.
Ne doit pas être confondu avec Georges Guétary ou Guattari.
Guéthary (en basque : Getaria) est une commune française, située dans le département des Pyrénées-Atlantiques en région Nouvelle-Aquitaine.
Ancien port baleinier, puis thonier et sardinier, cette petite station balnéaire de style architectural  néobasque a aujourd'hui pour activité essentiellement le tourisme grâce à sa situation sur la côte basque.
Le gentilé est Getariar.

## Géographie

### Localisation
La commune de Guéthary se trouve dans le département des Pyrénées-Atlantiques, en région Nouvelle-Aquitaine.
Elle se situe à 126 km par la route de Pau, préfecture du département, à 15 km de Bayonne, sous-préfecture, et à 6,6 km de Saint-Jean-de-Luz, bureau centralisateur du canton de Saint-Jean-de-Luz dont dépend la commune depuis 2015 pour les élections départementales.
La commune fait en outre partie du bassin de vie de Bayonne.
Les communes les plus proches sont : 
Bidart (1,8 km), Ahetze (3,8 km), Arbonne (4,7 km), Saint-Jean-de-Luz (5,7 km), Ciboure (6,5 km), Arcangues (7,2 km), Biarritz (7,4 km), Bassussarry (8,2 km).
Sur le plan historique et culturel, Guéthary fait partie de la province du Labourd, un des sept territoires composant le Pays basque,. Le Labourd est traversé par la vallée alluviale de la Nive et rassemble les plus beaux villages du Pays basque. Depuis 1999, l'Académie de la langue basque ou Euskalzaindia divise le territoire du Labourd en six zones,. La commune est dans la zone Lapurdi Itsasegia (Côte du Labourd), au sud-ouest de ce territoire, en façade atlantique.

### Communes limitrophes
Le faible nombre de communes limitrophes s'explique par la façade océanique et la faible superficie de la commune ; de plus, Guéthary est quasiment limitrophe de la commune d'Ahetze, moins de 200 m au sud-est.
Les communes limitrophes sont Bidart et Saint-Jean-de-Luz.
| Golfe de Gascogne |                   | Bidart |
|                   | Guéthary          |        |
|                   | Saint-Jean-de-Luz |        |

### Hydrographie

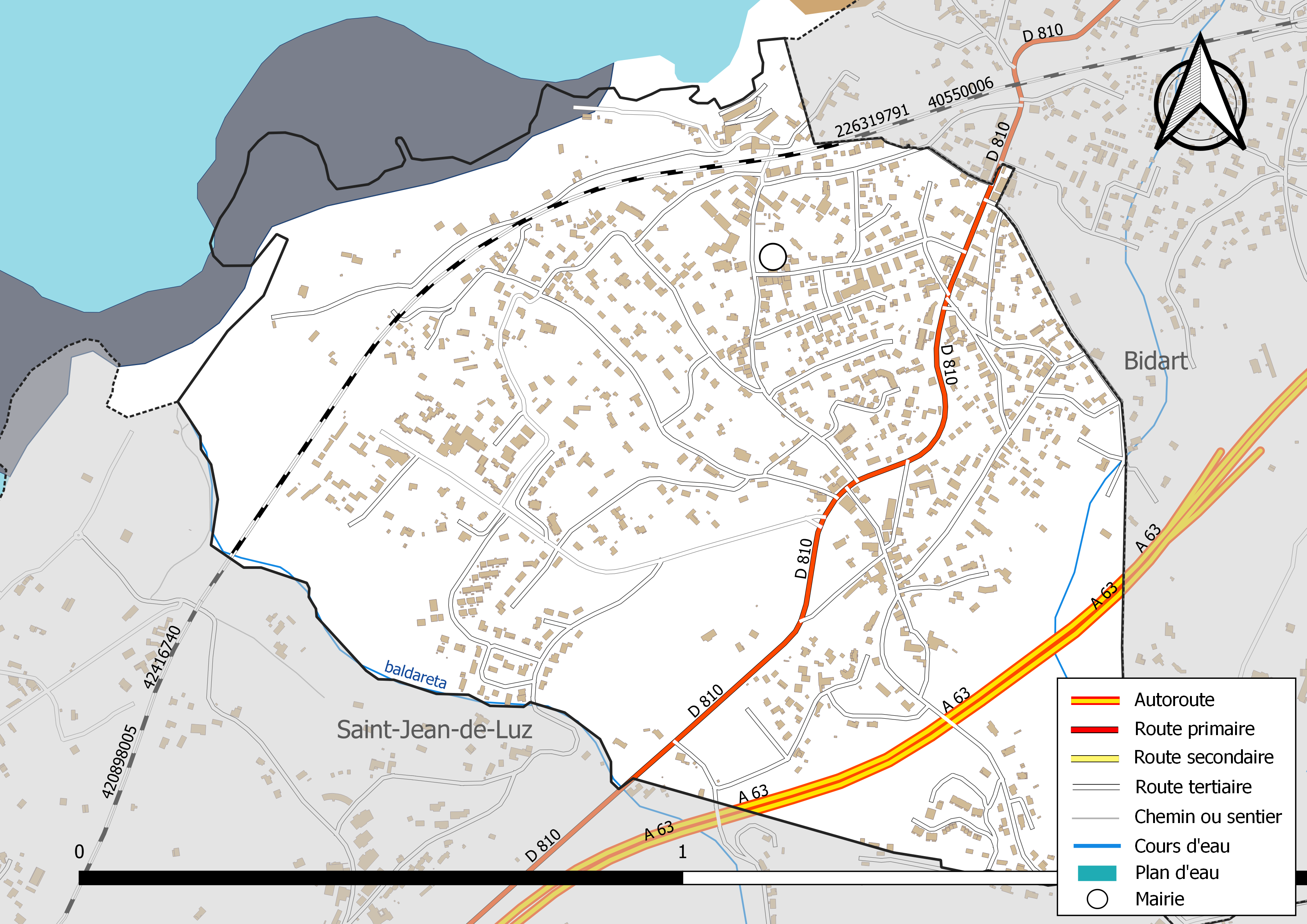
Réseaux hydrographique et routier de Guéthary.

La commune est drainée par le Baldareta et par deux petits cours d'eau, constituant un réseau hydrographique de 1 km de longueur totale,.

### Climat
Pour des articles plus généraux, voir Climat de la Nouvelle-Aquitaine et Climat des Pyrénées-Atlantiques.
Historiquement, la commune est exposée à un micro climat océanique basque.
En 2020, Météo-France publie une typologie des climats de la France métropolitaine dans laquelle la commune est exposée à un climat de montagne et est dans la région climatique Pyrénées atlantiques, caractérisée par une pluviométrie élevée (>1 200 mm/an) en toutes saisons, des hivers très doux (7,5 °C en plaine) et des vents faibles.
Pour la période 1971-2000, la température annuelle moyenne est de 13,9 °C, avec une amplitude thermique annuelle de 12,3 °C. Le cumul annuel moyen de précipitations est de 1 357 mm, avec 13,5 jours de précipitations en janvier et 8,3 jours en juillet. Pour la période 1991-2020, la température moyenne annuelle observée sur la station météorologique la plus proche, située sur la commune de Ciboure à 7 km à vol d'oiseau, est de 15,0 °C et le cumul annuel moyen de précipitations est de 1 521,3 mm,. Pour l'avenir, les paramètres climatiques de la commune estimés pour 2050 selon différents scénarios d’émission de gaz à effet de serre sont consultables sur un site dédié publié par Météo-France en novembre 2022.

### Milieux naturels et biodiversité

#### Espaces protégés
La protection réglementaire est le mode d’intervention le plus fort pour préserver des espaces naturels remarquables et leur biodiversité associée,.
Un  espace protégé est présent sur la commune : 
la « baie de Cenitz », un terrain acquis par le Conservatoire du Littoral, d'une superficie de 2 ha.

#### Réseau Natura 2000
Le réseau Natura 2000 est un réseau écologique européen de sites naturels d'intérêt écologique élaboré à partir des Directives « Habitats » et « Oiseaux », constitué de zones spéciales de conservation (ZSC) et de zones de protection spéciale (ZPS).
Un site Natura 2000 a été défini sur la commune au titre de la « directive Habitats » : les « falaises de Saint-Jean-de-Luz à Biarritz », d'une superficie de 1 384 ha, présentant une hétérogénéité de faciès et d'érosion très favorable au maintien de la présence de landes atlantiques aérohalines rares,.

## Urbanisme

### Typologie
Au 1er janvier 2025, Guéthary est catégorisée ceinture urbaine, selon la nouvelle grille communale de densité à sept niveaux définie par l'Insee en 2022.
Elle appartient à l'unité urbaine de Bayonne (partie française), une agglomération internationale regroupant 28  communes, dont elle est une commune de la banlieue,,. Par ailleurs la commune fait partie de l'aire d'attraction de Bayonne (partie française), dont elle est une commune de la couronne,. Cette aire, qui regroupe 56 communes, est catégorisée dans les aires de 200 000 à moins de 700 000 habitants,.
La commune, bordée par l'océan Atlantique, est également une commune littorale au sens de la loi du 3 janvier 1986, dite loi littoral. Des dispositions spécifiques d’urbanisme s’y appliquent dès lors afin de préserver les espaces naturels, les sites, les paysages et l’équilibre écologique du littoral, tel le principe d'inconstructibilité, en dehors des espaces urbanisés, sur la bande littorale des 100 mètres, ou plus si le plan local d’urbanisme le prévoit.

### Occupation des sols

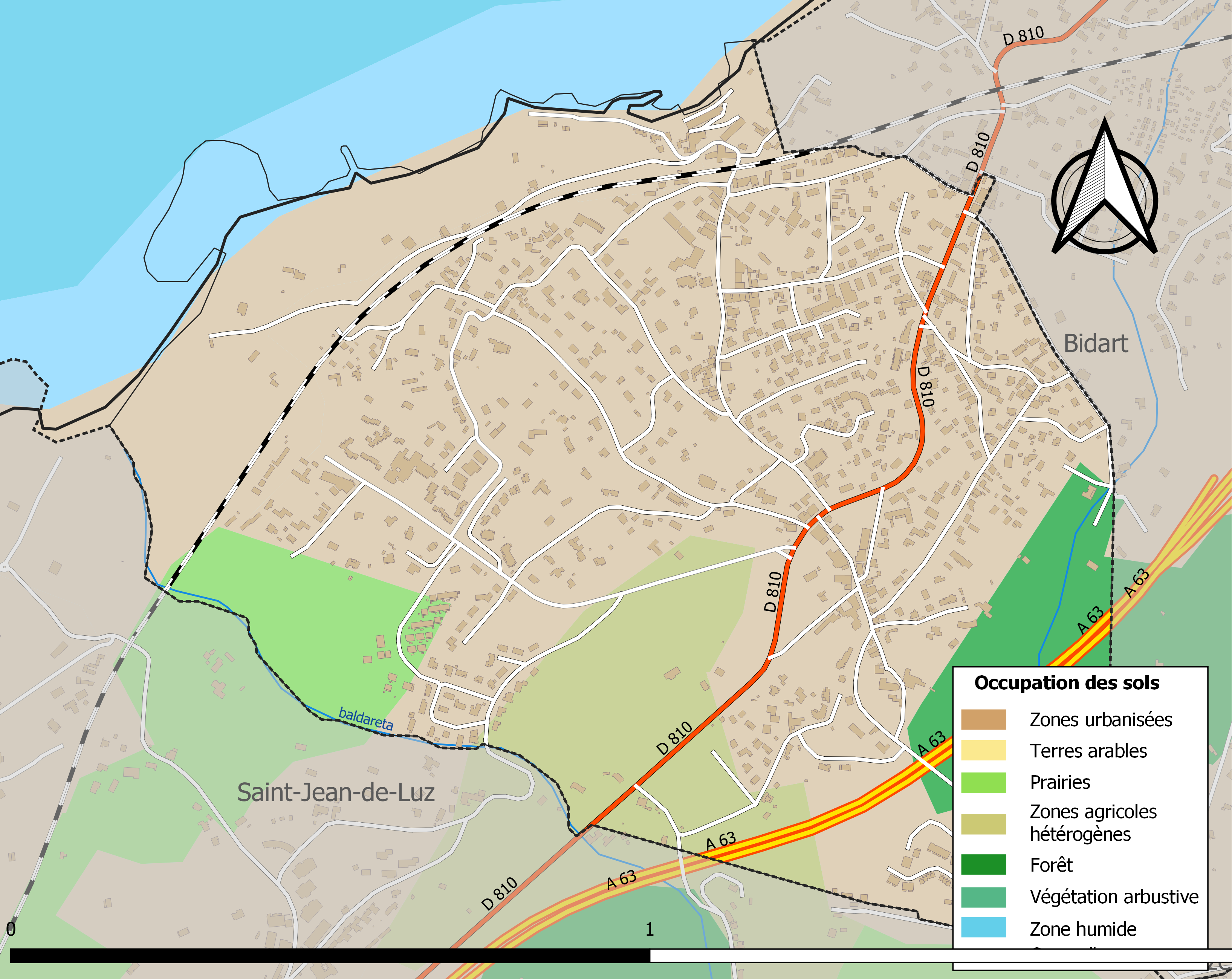
Carte des infrastructures et de l'occupation des sols de la commune en 2018 (CLC).

L'occupation des sols de la commune, telle qu'elle ressort de la base de données européenne d’occupation biophysique des sols Corine Land Cover (CLC), est marquée par l'importance des territoires artificialisés (69,1 % en 2018), en augmentation par rapport à 1990 (58,9 %). La répartition détaillée en 2018 est la suivante : 
zones urbanisées (57,9 %), espaces verts artificialisés, non agricoles (11,3 %), zones agricoles hétérogènes (8,8 %), forêts (8,3 %), zones humides côtières (7,3 %), prairies (4 %), eaux maritimes (2,4 %). L'évolution de l’occupation des sols de la commune et de ses infrastructures peut être observée sur les différentes représentations cartographiques du territoire : la carte de Cassini (XVIIIe siècle), la carte d'état-major (1820-1866) et les cartes ou photos aériennes de l'IGN pour la période actuelle (1950 à aujourd'hui).

### Morphologie urbaine

#### Historique
En 1831, la commune est cadastrée, le bourg, dit « La place » situé autour de l'église, et trois hameauxː « Haispoure », « Costa aldia » et « Behereta ».

#### Occupation du territoire
Le territoire de la commune est réduit (1,40 km2)  ; il est en très grande partie construit de manière pavillonnaire, ce qui explique la densité de population élevée (947,9 habitants par km²), mais moindre que dans une ville comme Bayonne, par exemple.

### Lieux-dits et hameaux

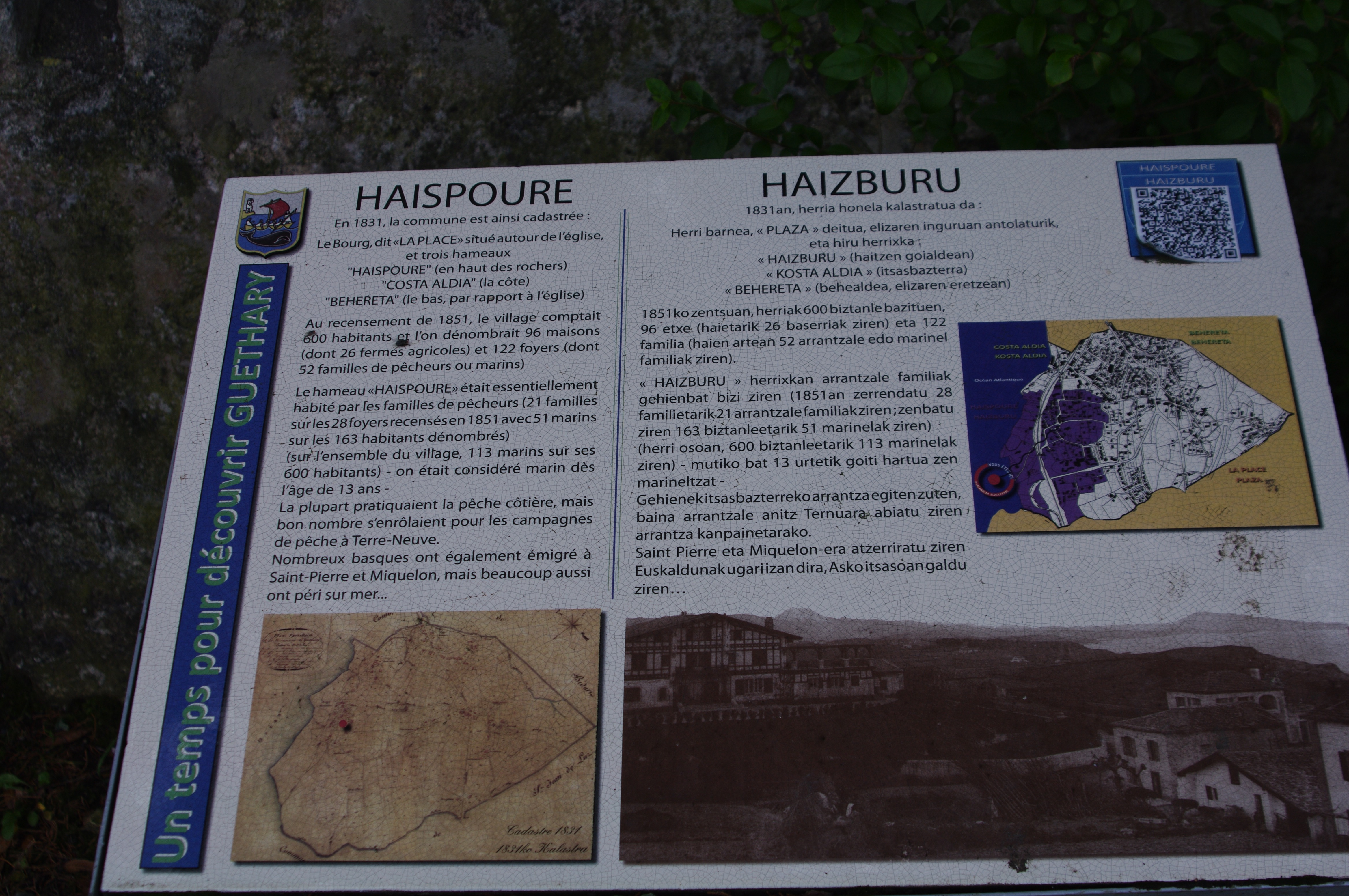
Quartier Haispoure à Guéthary.

En 2012, le Géoportail recense les lieux-dits suivants :
- Behereta (signifie le bas par rapport à l'église) ;
- Brana (signifie bruyère);
- Costa Aldia (signifie la côte) ;
- Elizaldea (signifie côté de l'église) ;
- Haispoure (signifie en haut des rochers).

Quant à Acotz, considéré à tort comme un quartier getariar, ce dernier est situé dans la commune de Saint-Jean-de-Luz même s'il dépendait historiquement de la paroisse de Guéthary. Situé à seulement un kilomètre de Guéthary mais à cinq du centre de Saint-Jean-de-Luz, la proximité géographique a toujours favorisé l'interaction de ses habitants.

### Logement
En 2020, le nombre total de logements dans la commune était de 1 361, alors qu'il était de 1 241 en 2014 et de 1 186 en 2009.
Parmi ces logements, 47,2 % étaient des résidences principales, 50,4 % des résidences secondaires et 2,4 % des logements vacants. Ces logements étaient pour 41,2 % d'entre eux des maisons individuelles et pour 58,6 % des appartements.
Le tableau ci-dessous présente la typologie des logements à Guéthary en 2020 en comparaison avec celle des Pyrénées-Atlantiques et de la France entière. Une caractéristique marquante du parc de logements est ainsi une proportion de résidences secondaires et logements occasionnels (50,4 %) supérieure à celle du département (13,5 %) et à celle de la France entière (9,7 %). Concernant le statut d'occupation des résidences principales, 62,8 % des habitants de la commune sont propriétaires de leur logement (65,2 % en 2014), contre 61,3 % pour les Pyrénées-Atlantiques et 57,5 pour la France entière.
| Typologie                                               | Guéthary | Pyrénées-Atlantiques | France entière |
| ------------------------------------------------------- | -------- | -------------------- | -------------- |
| Résidences principales (en %)                           | 47,2     | 78,6                 | 82,1           |
| Résidences secondaires et logements occasionnels (en %) | 50,4     | 13,5                 | 9,7            |
| Logements vacants (en %)                                | 2,4      | 7,9                  | 8,2            |

### Voies de communication et transports

#### Routes
La commune était traversée par la Route nationale 10, maintenant déclassée en RD 810, qui se dirige au nord vers Bidart et Bayonne et au sud vers Saint-Jean-de-Luz et Hendaye.

#### Autoroute
La commune est également traversée par l'A63 mais il n'y a pas d'échangeur, les plus proches étant ceux de Saint-Jean-de-Luz-Nord (au sud) et Biarritz-la-Négresse (au nord).

#### Transport ferroviaire

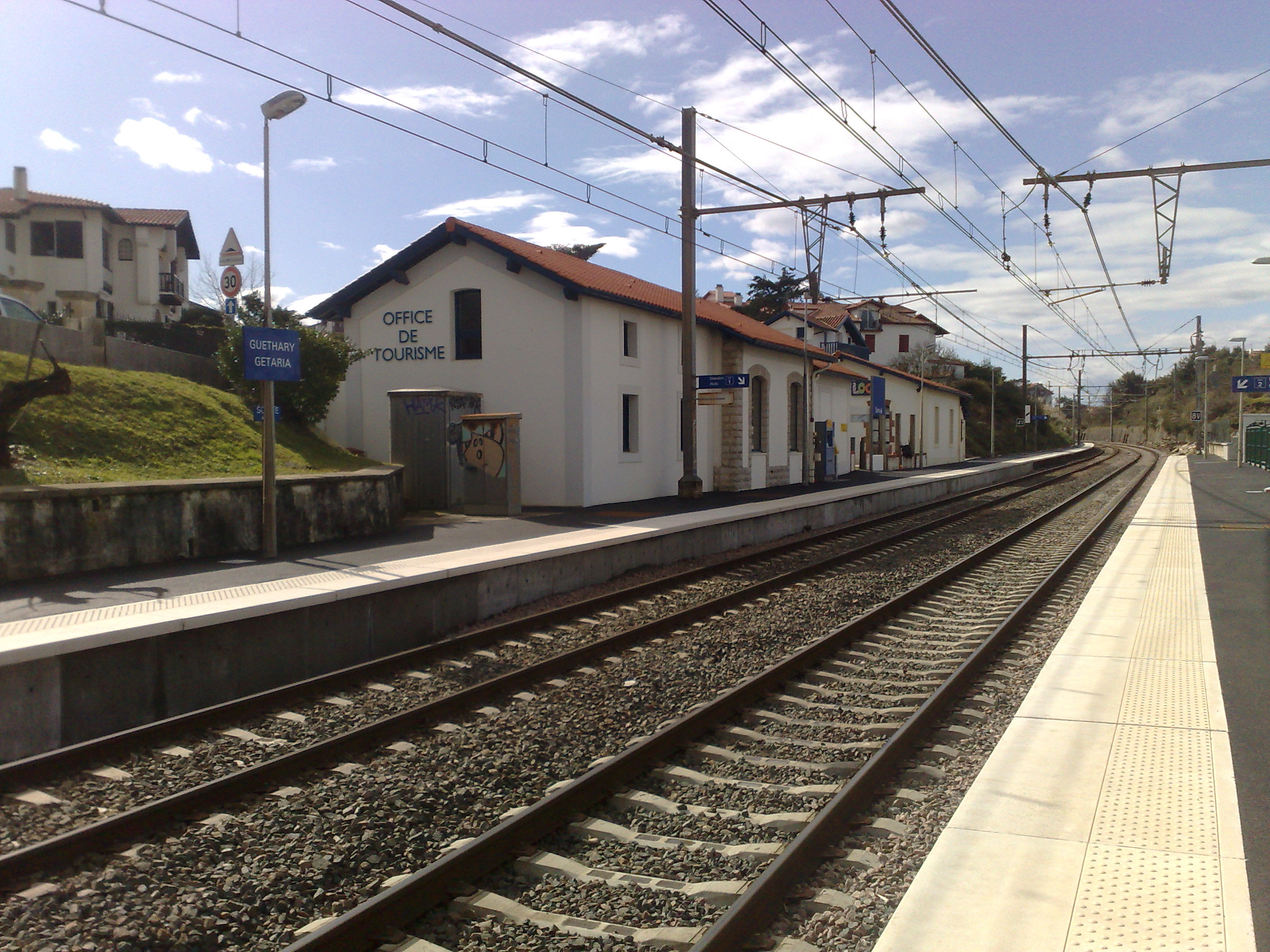
La gare de Guéthary.

La gare de Guéthary se trouve sur la ligne ferroviaire de Bordeaux à Irun. Elle est desservie par des trains TER Nouvelle-Aquitaine vers Bordeaux-Saint-Jean, Dax ou Bayonne au nord et Hendaye au sud.

#### Transports en commun
Guéthary est desservie par les lignes 3 et 18 du réseau Txik Txak, assurant un lien rapide vers les communes de Saint-Jean-de-Luz, Bidart, Biarritz, Anglet et Bayonne.
Pendant les mois de juillet et d’août, une navette gratuite, la ligne N50, réalise une desserte plus fine de la commune, en passant par le centre-ville et la gare, avec une fréquence de 30 minutes jusqu'à 22h30. La navette dessert deux parking relais gratuits, celui de Mendi Alde et celui de l’école.

#### Sentier de randonnée
Guéthary est traversée par le sentier littoral.

### Risques majeurs
Le territoire de la commune de Guéthary est vulnérable à différents aléas naturels : météorologiques (tempête, orage, neige, grand froid, canicule ou sécheresse), mouvements de terrains et séisme (sismicité modérée). Il est également exposé à un risque technologique, le transport de matières dangereuses. Un site publié par le BRGM permet d'évaluer simplement et rapidement les risques d'un bien localisé soit par son adresse soit par le numéro de sa parcelle.

#### Risques naturels
La commune est vulnérable au risque de mouvements de terrains constitué principalement du retrait-gonflement des sols argileux. 

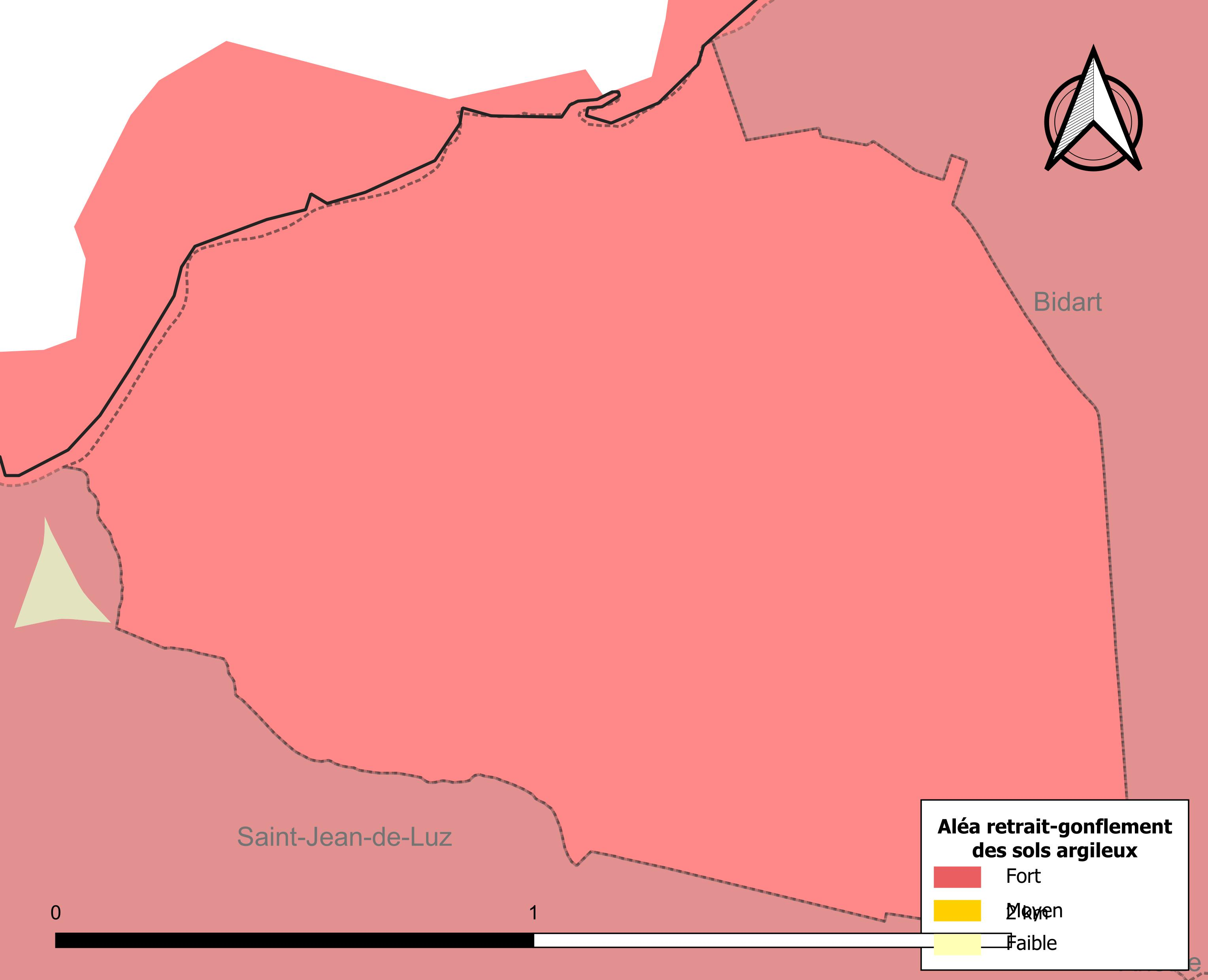
Carte des zones d'aléa retrait-gonflement des sols argileux de Guéthary.

Cet aléa est susceptible d'engendrer des dommages importants aux bâtiments en cas d’alternance de périodes de sécheresse et de pluie. La totalité de la commune est en aléa moyen ou fort (59 % au niveau départemental et 48,5 % au niveau national). Depuis le 1er octobre 2020, en application de la loi ELAN, différentes contraintes s'imposent aux vendeurs, maîtres d'ouvrages ou constructeurs de biens situés dans une zone classée en aléa moyen ou fort,.
La commune a été reconnue en état de catastrophe naturelle au titre des dommages causés par les inondations et coulées de boue survenues en 1982, 1990, 1991, 1995 et 2009.

## Toponymie

### Attestations anciennes
Le toponyme Guéthary apparaît sous les formes 
Cattarie (1193, cartulaire de Bayonne), 
Gattari (us et coutumes de la mer), 
Guattary et Sanctus Nicolaus de Guétary (respectivement 1685 et 1761, collations du diocèse de Bayonne), 
Guéthary (carte de Cassini),
Guétary (1863, dictionnaire topographique Béarn-Pays basque) et
Gethari au XIXe siècle.

### Étymologie
Guéthary, en basque Getaria, vient du latin cetaria qui signifie « endroit de salaison », et on sait maintenant que dès l’antiquité, les Romains ont effectivement construit une usine de traitement de poissons au-dessus du port.
Une autre interprétation laisserait penser que le nom aurait pu se former, lors de la présence médiévale des Gascons sur la Côte basque jusqu'à son homonyme guipuscoan, du gascon gaytà « guetter » issu du latin captare « épier ». Il faudrait écarter le basque gaitari, « joueur de gaita »,.
Ce qui est certain, c'est que les deux communes de Guéthary et de Getaria (Pays basque espagnol) ont en commun une situation géographique semblable, un toponyme basque identique et sont des localités côtières de longue tradition marine. Au Moyen Âge, plusieurs villages de la côte basque ont été colonisés par les Gascons et, parmi elles, on trouve les deux « Getaria ».

### Autres toponymes
Le toponyme Behereta apparaît sous la forme Béhèréta (1863, dictionnaire topographique Béarn-Pays basque).
Le toponyme Haispoure apparaît sous les formes Aispourou et Haïspuru (1863, dictionnaire topographique Béarn-Pays basque).

### Graphie basque
Son nom basque actuel est Getaria.

## Histoire

### Antiquité
Le peuplement de Guéthary est très ancien : la découverte en 1984, lors de travaux à proximité de la gare, des vestiges d'une usine à garum et à salaisons atteste d'une présence humaine dès le Ier siècle et de l'importance, déjà, des ressources de la mer. Une épitaphe latine fut retrouvée en 1988 dans les bassins de cette usine.

### Moyen Âge
Guéthary fait partie de la province basque du Labourd. Le vicomte du Labourd implanta dans ce petit bourg de pêcheurs une population nouvelle d'agriculteurs en 1193. Guéthary devint probablement paroisse, elle perdit rapidement ce statut en étant absorbée par Bidart. Guéthary devint ou redevint paroisse en 1633, ses revenus provenant de la pêche, notamment de la baleine.
Le sémaphore (une ancienne atalaye), toujours en place, était utilisé comme poste d'observation des baleines dans la baie, et des pirates. Lorsque les Guéthariars apercevaient les baleines, ils descendaient leurs traînières du port et partaient les harponner. Lorsqu'ils étaient attaqués par des pirates ou des bandes de brigands, ils se réfugiaient dans la ferme "Ostolapia" (ancien relais de Saint-Jacques-de-Compostelle, aujourd'hui nommé Ostalapia) sur la route d'Ahetze.
Comme ses voisins, Guéthary subit de nombreuses guerres et épidémies : invasions des Castillans en 1419 et 1438, peste vers 1515, nouvelle invasion espagnole en 1523. Après la déclaration de la guerre de Trente Ans en 1635, l'Espagne envahit à nouveau la région en 1636 : les habitants de Guéthary s'enfuirent comme ceux des villages alentour, laissant habitations et récoltes ; l'occupation dura un an, provoquant notamment des dommages pour le bétail et les cultures. La commune était très pauvre du fait de ces dévastations et des faibles ressources, uniquement agricoles et de la pêche.
En 1659, Louis XIV, sa cour et l'armée traversèrent la rue de l'Église, après avoir emprunté la rue des Écoles, puis ce qui est aujourd'hui le chemin de l'Empereur, en route pour Saint-Jean-de-Luz où devait se célébrer le mariage du roi avec l'infante d'Espagne.

### Révolution etXIXesiècle
La Révolution française ne bouleversa pas la vie de la paroisse qui devint commune en 1790 : le maire-abbé Lafitte devint maire, la commune adopta le calendrier républicain en 1793. La commune subit à nouveau les restrictions dues aux guerres avec celle contre l'Espagne en 1793 ; elle fut occupée par l'armée de Wellington en 1813. Guéthary restait très pauvre, avec un endettement catastrophique. Le développement du tourisme et des bains de mer à partir de 1840 ne permit pas une amélioration financière, en raison des dépenses qu'il fallait effectuer pour garder une apparence et des équipements corrects de station balnéaire. La ligne Bordeaux-Irun traversa la commune dès 1861 mais une halte ne fut accordée qu'en 1879 ; le trafic se développa rapidement.
En 1851, Guéthary compte 600 habitants et dénombre 96 maisons dont 26 fermes agricoles, 122 foyers dont 52 familles de pêcheurs ou marins. Le village comptait 113 marins (on était considéré marin dès l'âge de 13 ans) qui pour la plupart pratiquaient la pêche côtière, mais aussi il y avait un grand nombre de Basques s'enrôlaient dans des campagnes de pêche à Terre-Neuve. Le quartier de « La place » comprenait 17 fermes sur 26 et une carrière de pierre, située en contrebas au sud de l'église. Elle sera exploitée jusqu'à la seconde guerre mondiale. L'activité agricole a définitivement pris fin en 1978 avec la construction de l'autoroute.
La vie municipale fut agitée notamment en raison de la pauvreté de la commune, ce qui posait de nombreux problèmes de financement des projets et d'impôt. À partir de 1842, de nombreux scandales furent également causés par le nouveau curé, l'abbé Arcimisgaray, qui était décrit par le maire Dibarboure comme « violent et peu évangélique » ; il créa la polémique en employant comme « servantes » les deux jeunes et gracieuses sœurs Dorquela. La municipalité obtint néanmoins l'évacuation du presbytère occupé, illégalement selon elle, par l'abbé ; mais elle perdit et fut condamnée à une forte amende devant le tribunal de grande instance.

### XXeetXXIesiècles
L'année 1905 fut marquée par de nombreux incidents au sein du conseil municipal entre un maire devenu minoritaire (M. Suhit) et une opposition dirigée par M. Archier et M. Estalo ; une séance se déroulant même sous la surveillance des forces de l'ordre. L'opposition, qui refusait toutes les propositions du maire et réclamait la dissolution du conseil, obtint satisfaction par décret début 1906 ; son meneur M. Archier fut élu maire et M. Estalo devint son adjoint.
L'armée allemande, partie à la conquête de l'Espagne, traversa Guéthary pour finalement s'arrêter à Hendaye à la suite des accords conclus entre Hitler et Franco.

## Héraldique
| Blason | Blasonnement : D’argent à la mer d’azur chargée d’une baleine contournée d’argent et d’une barque d’or à la voile de gueules brochant sur le champ, la barque chargée de six pêcheurs au naturel, le premier à dextre contourné, le dernier à senestre harponnant la baleine ; le tout accompagné au flanc dextre d’une falaise au naturel sur laquelle se tient un guetteur de sable. |

## Politique et administration

### Intercommunalité
Guéthary fait partie de six structures intercommunales :
- la communauté d'agglomération du Pays Basque ;
- le syndicat d'énergie des Pyrénées-Atlantiques ;
- le syndicat intercommunal des collèges d'enseignement secondaire de Saint-Jean-de-Luz ;
- le syndicat intercommunal du centre de secours de Saint-Jean-de-Luz ;
- le syndicat intercommunal pour le soutien à la culture basque ;
- le syndicat mixte de l'usine de la Nive.

La commune adhère à l'Eurocité basque Bayonne - San Sebastian.

### Tendances politiques et résultats
Au premier tour de l'élection présidentielle de 2002, les électeurs guéthariars votèrent à 25,71 % pour Jacques Chirac (19,88 % au niveau national) et à 16,02 % pour Lionel Jospin (16,18 % au niveau national). Jean-Marie Le Pen obtint 9,15 %, à comparer avec ses 16,86 % nationaux. Au second tour, Jacques Chirac recueillit 90,13 % des suffrages exprimés, plus que les 82,21 % au niveau national,.
Lors du premier tour des élections législatives de 2002, les électeurs guéthariars votèrent à 50,36 % pour Michèle Alliot-Marie (UMP) (49,00 % dans la circonscription), et à 26,27 % pour Sylviane Alaux (22,85 % dans la circonscription). Au second tour, Michèle Alliot-Marie obtint 59,74 % (60,89 % dans la circonscription),.
Les électeurs guéthariars répondirent positivement au référendum sur le traité établissant une Constitution pour l'Europe, contrairement au résultat général (59,07 % pour à Guéthary, 45,33 % sur toute la France),.
Au premier tour de l'élection présidentielle de 2007, Nicolas Sarkozy obtint 30,77 % des voix guéthariardes, score proche du niveau national (31,18 %). François Bayrou réalisa un score important à Guéthary (27,33 %, 18,57 % sur toute la France) et Ségolène Royal obtint à Guéthary 24,09 % des voix (25,87 % sur le plan national). Au second tour, l'écart entre les candidats fut moins marqué que sur le plan national puisque Nicolas Sarkozy obtint 50,42 % à Guéthary et 53,06 % sur tout le territoire,.
Lors du premier tour des élections législatives de 2007, les électeurs guéthariars votèrent à 47,81 % pour Michèle Alliot-Marie (UMP) (48,88 % dans la circonscription), et à 21,06 % pour Sylviane Alaux (20,61 % dans la circonscription). Au second tour, Michèle Alliot-Marie obtint 56,65 % (58,37 % dans la circonscription),.
L'abstention est généralement plus faible à Guéthary qu'au niveau national ; comme pour celui-ci, la participation est bien plus importante pour les élections présidentielles que pour les scrutins locaux. À l'élection présidentielle de 2007, l'abstention fut à Guéthary de 12,42 % au second tour (national 16,03 %) ; aux législatives de 39,44 % (40,02 % national).

### Administration municipale
La commune de Guéthary ayant entre 500 et 1 499 habitants, le nombre de conseilleurs municipaux est de 15 (y compris le maire).

### Liste des maires[62]
| Période                                  | Période  | Identité                  | Étiquette | Qualité |
| ---------------------------------------- | -------- | ------------------------- | --------- | ------- |
| Les données manquantes sont à compléter. |          |                           |           |         |
| 1944                                     | 1957     | Adrien Lahourcade         |           |         |
| 1957                                     | 1959     | Michel Estalo             |           |         |
| 1959                                     | 1971     | Pierre Lious              |           |         |
| 1971                                     | 1983     | Solange Larchus-Beaudon   |           |         |
| 1983                                     | 1985     | Jean-Claude Scholle       |           |         |
| 1985                                     | 1995     | Jean-Luc Lataillade       |           |         |
| 1995                                     | 2017     | Albert Larrousset         |           |         |
| 2017                                     | En cours | Marie-Pierre Burre-Cassou |           |         |

### Instances judiciaires et administratives
Guéthary relève des juridictions des tribunaux d'instance et de grande instance de Bayonne, dans le ressort de la cour d'appel de Pau.

### Jumelages
Le 7 décembre 2006, à l'unanimité, le conseil municipal décida d'établir un contrat préliminaire à un jumelage avec la commune des Trois-Pistoles, située dans la MRC des Basques, au Canada.

## Population et société

### Démographie

#### Évolution démographique
L'évolution du nombre d'habitants est connue à travers les recensements de la population effectués dans la commune depuis 1793. Pour les communes de moins de 10 000 habitants, une enquête de recensement portant sur toute la population est réalisée tous les cinq ans, les populations de référence des années intermédiaires étant quant à elles estimées par interpolation ou extrapolation. Pour la commune, le premier recensement exhaustif entrant dans le cadre du nouveau dispositif a été réalisé en 2008.

En 2022, la commune comptait 1 315 habitants, en évolution de +0,31 % par rapport à 2016 (Pyrénées-Atlantiques : +3,78 %, France hors Mayotte : +2,11 %).
| 1793 | 1800 | 1806 | 1821 | 1831 | 1836 | 1841 | 1846 | 1851 |
| ---- | ---- | ---- | ---- | ---- | ---- | ---- | ---- | ---- |
| 355  | 308  | 306  | 348  | 436  | 522  | 600  | 602  | 605  |

| 1856 | 1861 | 1866 | 1872 | 1876 | 1881 | 1886 | 1891 | 1896 |
| ---- | ---- | ---- | ---- | ---- | ---- | ---- | ---- | ---- |
| 606  | 682  | 613  | 604  | 576  | 585  | 612  | 591  | 584  |

| 1901 | 1906 | 1911 | 1921 | 1926 | 1931 | 1936 | 1946 | 1954 |
| ---- | ---- | ---- | ---- | ---- | ---- | ---- | ---- | ---- |
| 649  | 669  | 719  | 724  | 789  | 866  | 856  | 893  | 903  |

| 1962  | 1968  | 1975 | 1982  | 1990  | 1999  | 2006  | 2008  | 2013  |
| ----- | ----- | ---- | ----- | ----- | ----- | ----- | ----- | ----- |
| 1 036 | 1 034 | 965  | 1 042 | 1 105 | 1 284 | 1 322 | 1 332 | 1 281 |

| 2018  | 2022  | - | - | - | - | - | - | - |
| ----- | ----- | - | - | - | - | - | - | - |
| 1 329 | 1 315 | - | - | - | - | - | - | - |

#### Pyramide des âges
La population de la commune est plus âgée que celle du département. En 2020, le taux de personnes d'un âge inférieur à 30 ans s'élève à 25,9 %, soit en dessous de la moyenne départementale (30,5 %). À l'inverse, le taux de personnes d'âge supérieur à 60 ans est de 36,4 % la même année, alors qu'il est de 31,2 % au niveau départemental.
En 2020, la commune comptait 611 hommes pour 717 femmes, soit un taux de 53,99 % de femmes, supérieur au taux départemental (52,04 %).
Les pyramides des âges de la commune et du département s'établissent comme suit.
| Hommes | Classe d’âge | Femmes |
| ------ | ------------ | ------ |
| 1,5    | 90 ou +      | 6,2    |
| 7,4    | 75-89 ans    | 12,9   |
| 22,3   | 60-74 ans    | 21,8   |
| 21,1   | 45-59 ans    | 20,4   |
| 18,3   | 30-44 ans    | 15,9   |
| 12,8   | 15-29 ans    | 11,1   |
| 16,7   | 0-14 ans     | 11,8   |

| Hommes | Classe d’âge | Femmes |
| ------ | ------------ | ------ |
| 1      | 90 ou +      | 2,6    |
| 8,7    | 75-89 ans    | 11,8   |
| 18,9   | 60-74 ans    | 19,8   |
| 21     | 45-59 ans    | 20,3   |
| 17,9   | 30-44 ans    | 17,3   |
| 16,2   | 15-29 ans    | 14     |
| 16,3   | 0-14 ans     | 14,2   |

### Enseignement
La commune dispose d'une école primaire, l'école publique Uhanderea. Cette école propose un enseignement bilingue français-basque à parité horaire.

### Santé
L'hôpital public le plus proche est le centre hospitalier de la Côte Basque (CHCB), qui dispose d'un site à Saint-Jean-de-Luz mais dont les urgences sont à Bayonne ; il existe également plusieurs cliniques à Saint-Jean-de-Luz.

### Sports

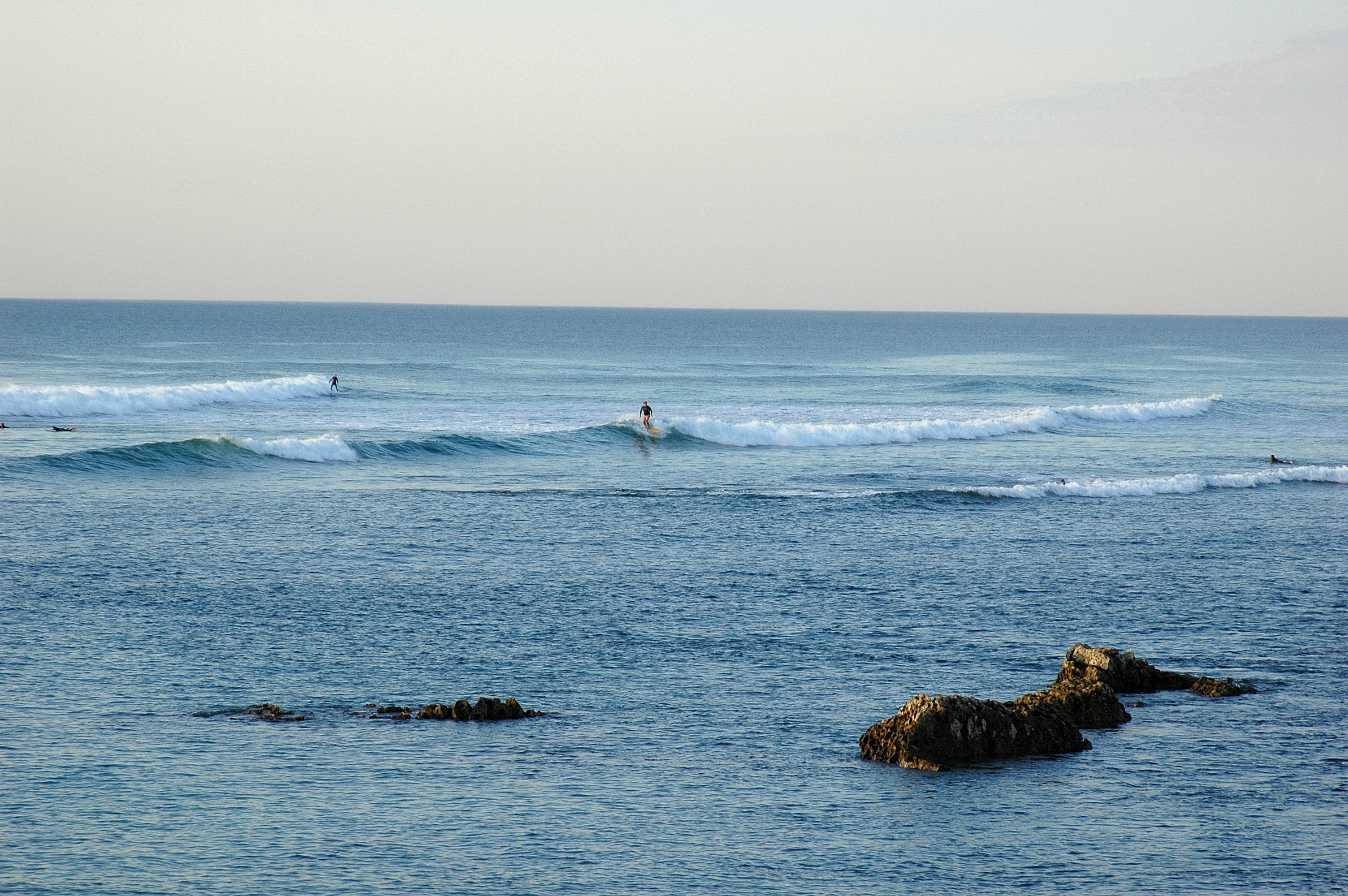
Surfeurs sur la vague.

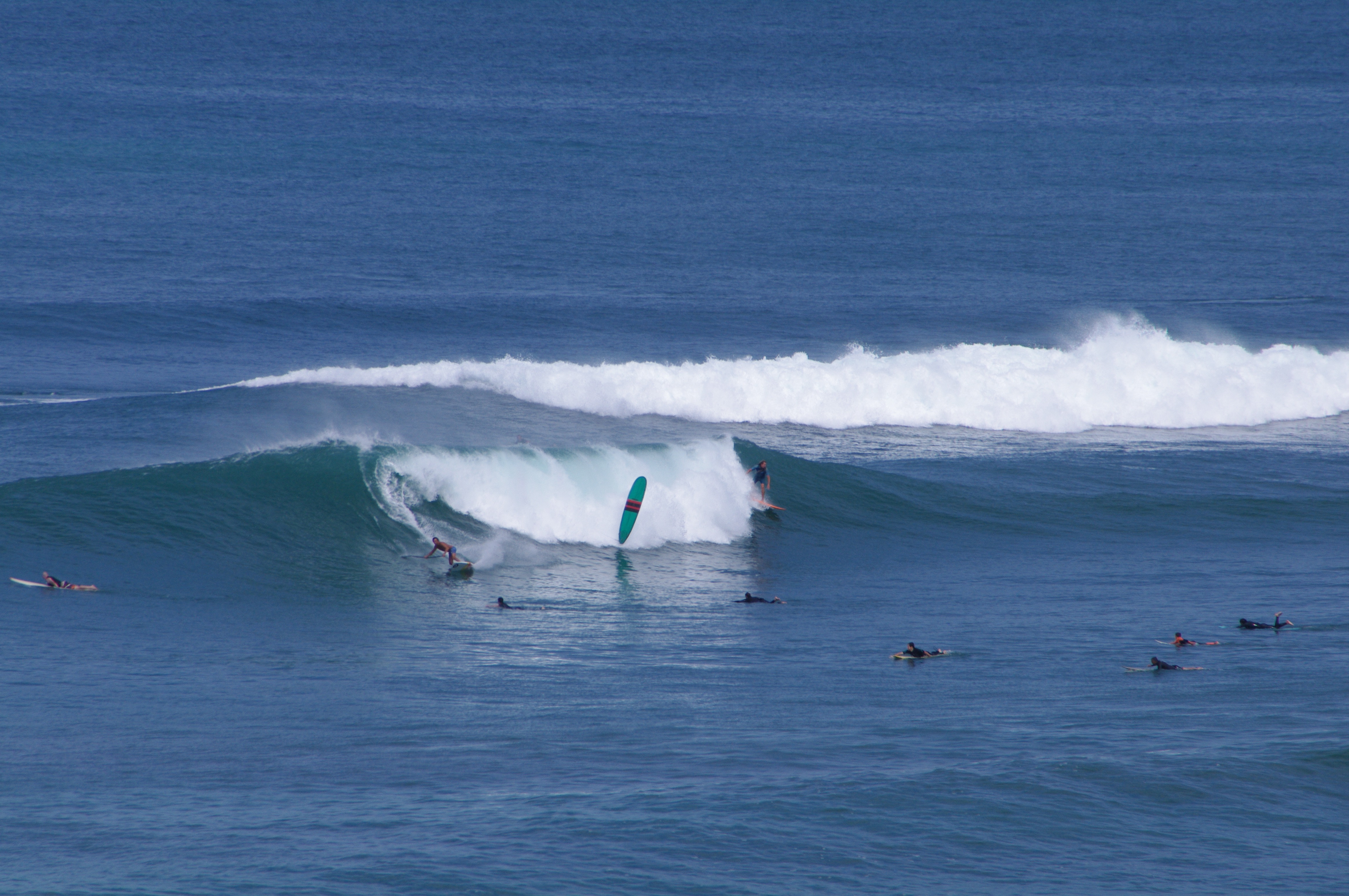
Surf à Guéthary

Il y a à Guéthary plusieurs spots de surf : Parlementia, Avalanche et Cénitz.
Il est également possible d'y pratiquer la pelote sur le fronton situé au centre du village, ou au trinquet, situé non loin des tennis. L’Olharroa (« la pieuvre » en basque), créé en 1922 et surnommé « La Mecque du Grand chistera », est l’un des clubs les plus anciens de la Fédération française de pelote basque.
Le tennis-club de Guéthary propose 4 courts de tennis (3 en quick, et 1 en synthétique/Classic-Clay), ainsi que 2 terrains de Padel.
Les 2 terrains de pétanque se situent à côté du siège de l'Olharroa.

### Médias
Il n'existe pas de média local traitant uniquement de Guéthary, excepté le bulletin municipal édité par la mairie, disponible sur le site de cette dernière.
Les journaux régionaux et locaux, comme le quotidien Sud Ouest ou Le Journal du Pays basque, traitent régulièrement de Guéthary dans leurs rubriques locales. L'actualité de la commune est également couverte par la radio France Bleu Pays Basque ou les décrochages régionaux de certains médias nationaux (France 3 par exemple).
On relèvera néanmoins l'existence d'un bulletin satirique régulièrement publié sur internet dénommé Le Guérafy, pendant gétariar du Le Gorafi.
Enfin, une radio musicale diffusée sur internet, dirigée par Jules-Édouard Moustic et dénommée "I have a dream", émet depuis le village.

### Cultes
Guéthary relève de la paroisse Saint-Joseph-des-Falaises - Bidart au sein du diocèse de Bayonne dont dépend l'église Saint-Nicolas.

## Économie

### Revenus de la population et fiscalité
L'activité autrefois essentiellement tournée vers la pêche à la baleine, au thon puis à la sardine, est aujourd'hui principalement soutenue par le statut de station climatique et balnéaire de la commune.
En 2007, le revenu fiscal médian par ménage était de 17 524 €, ce qui plaçait Guéthary au 10 712e rang parmi les 30 714 communes de plus de 50 ménages en métropole.
La commune fait partie de la zone d'appellation de l'ossau-iraty.

### Emploi
En 2007, les chômeurs représentaient 11,6 % de la population active, soit 8,3 % de la population de 15 à 64 ans.

### Entreprises et commerces
Guéthary dispose de plusieurs commerces; de nombreux autres se situent dans la commune voisine de Bidart.
L'industrie textile y est représentée par la société 64, qui possède son siège social dans la commune.

### Tourisme
L'activité de la commune est essentiellement touristique grâce à sa situation sur la côte basque (plages [Cenitz, Arrotzen-Costa et Parlementia], spots de surf), son patrimoine (église du XVIe siècle, village); elle dispose d'hébergements touristiques sur son territoire et à proximité.

## Culture locale et patrimoine

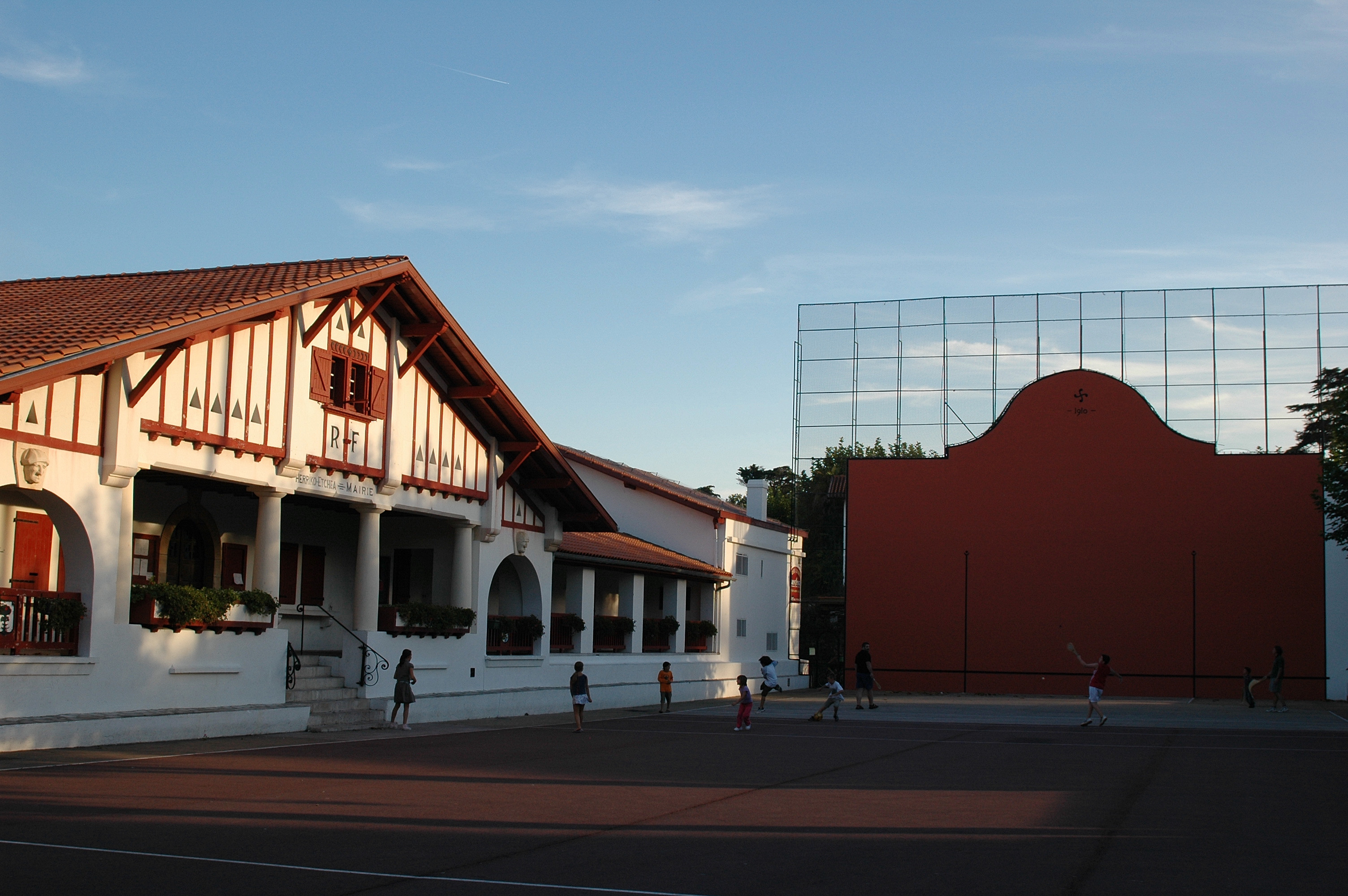
La mairie de style néobasque et le fronton.

### Langues
D'après la Carte des Sept Provinces Basques éditée en 1863 par le prince Louis-Lucien Bonaparte, le dialecte basque parlé à Guéthary est le labourdin.

### Patrimoine civil
- Le musée de Guéthary, installé au rez-de-chaussée de la villa Saraléguinéa, recèle les vestiges romains trouvés dans la commune et les œuvres du sculpteur Swiecinski. Il abrite également des expositions d'artistes contemporains.
- La passerelle « Itsasoan » de l'architecte Godbarge date de 1927 ;
- Le port, fortement incliné pour hisser les baleines ;
- Le monument aux morts de Maxime Real del Sarte ;
- La mairie[80] de l'architecte Ferdinand Brana. Elle contient une très belle peinture du port de Guéthary par Ramiro Arrue, peintre basque fortement influencé par l'Art déco, ainsi que deux autres représentations de scènes basques (visibles dans la salle d'honneur Irintzina) ;
- La villa Saraléguinéa[81] est inscrite aux monuments historiques.
- La commune a érigé en 1989 une stèle des évadés de France, à la mémoire des résistants qui quittèrent la France pour rejoindre l'Armée de la libération via l'Espagne durant la Seconde Guerre mondiale.

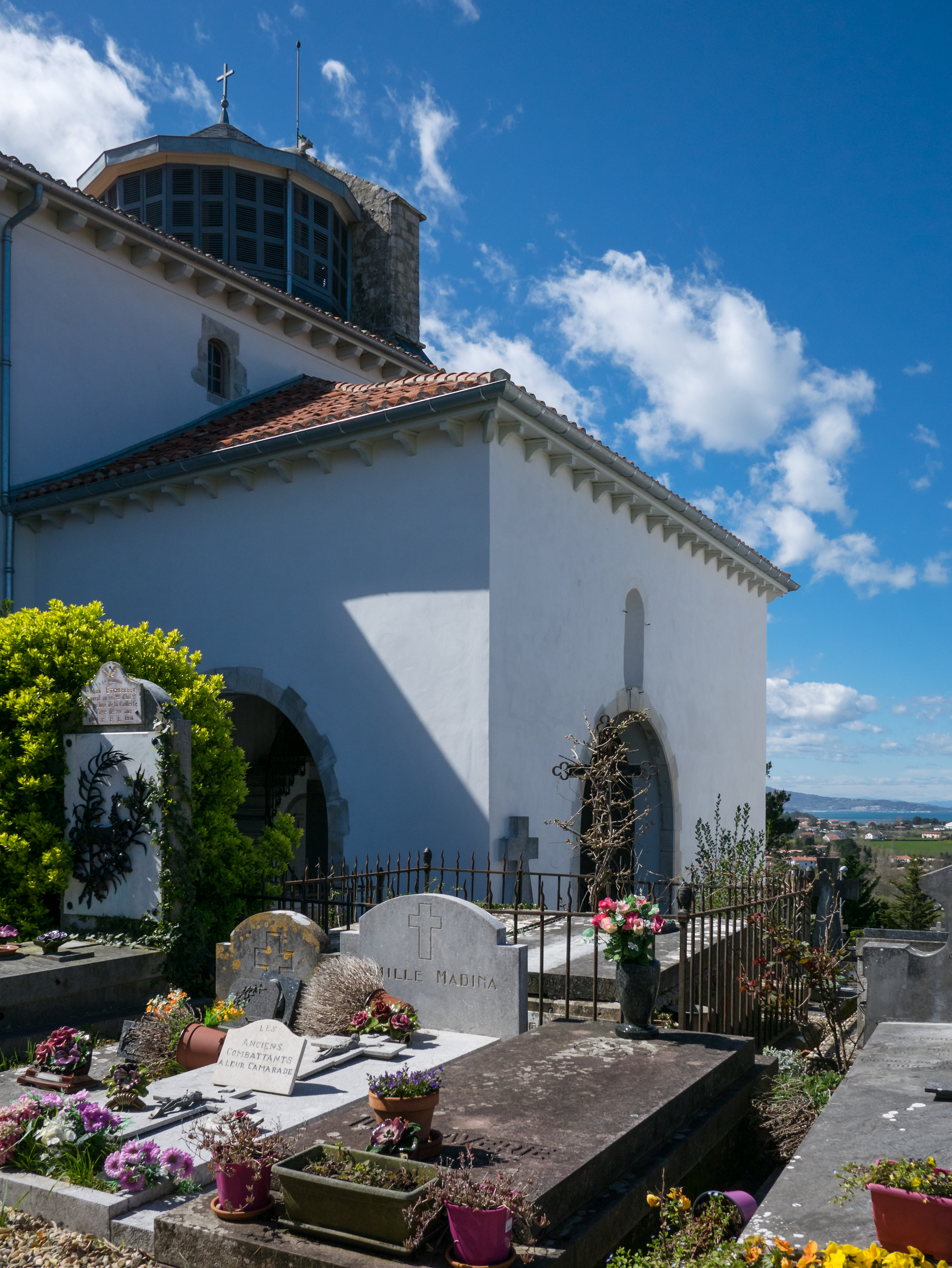
L'église Saint-Nicolas.

### Architecture sacrée
L'église Saint-Nicolas, date des XVIe, XVIIe et XIXe siècles. Elle recèle une  croix de procession datant du XVe siècle.
La commune compte également deux chapelles, la chapelle Saint-Joseph et la chapelle de Koskenia.

### Manifestations culturelles et festivités
Les fêtes patronales (Saint-Nicolas), se déroulent chaque année en décembre.
Les fêtes locales se déroulent fin août.
Depuis 2013 a lieu en août le festival de musique de chambre Classic à Guéthary,.

## Personnalités liées à la commune

### Nées auXIXesiècle
- Pierre-Xavier Mugabure, né en 1850 à Guéthary et décédé en 1910, archevêque de Tokyo de 1906 à 1910.
- Gustave de Malherbe (1856-1934), éditeur et imprimeur, y est mort.
- Paul-Jean Toulet, né en 1867 à Pau et mort en 1920 à Guéthary, où il repose, est un écrivain et poète français.
- Ernest Gailhac (1870-1942), dit « Gayac », graveur et illustrateur installé à Guéthary.
- Chiquito de Cambo, né en 1881 à Cambo-les-Bains et décédé en 1950 à Guéthary, est un pelotari.
- Jacques Rigaut, né en 1898 et décédé en 1929, a écrit un cadavre exquis, titré Et puis merde !, en 1926 au café de Madrid de Guéthary.

### Nées auXXesiècle
- Georges Guétary, le chanteur d'opérette et comédien grec naturalisé français au début des années 1950, emprunte à Guéthary son nom d'artiste. Son véritable nom est Lámbros Vorlóou.
- Frédéric Beigbeder, né en 1965 à Neuilly-sur-Seine, venait en vacances chez ses grands-parents à Guéthary pendant son enfance. Il y possède une maison et y a écrit « Un roman français », sorti en 2009. Une partie de son film L'amour dure trois ans se passe à Guéthary.
- Christian Borde dit Jules-Edouard Moustic, né en 1951 à Antony, est le présentateur de Bienvenue au Groland, il habite la commune et possède une radio locale, I have a dream.
- Vincent Cassel, né en 1966 à Paris, est un acteur, réalisateur et producteur de cinéma français. Il possède une maison à Guéthary.
- Felipe Cazals, né en 1937 à Guéthary, est un réalisateur, scénariste, producteur, acteur, directeur de la photographie et monteur mexicain.
- Pierre Daninos, né en 1913 à Paris et décédé en 2005 dans cette même ville, est un écrivain. Il possédait une villa à Guéthary.
- Matthieu Diesse, artiste peintre et affichiste, né à Bordeaux en 1926, décédé en 2009.
- Jean-Baptiste Hirigoyen (1930-2012), star à grand chistera des années 1960 et chanteur. Il a gagné sept titres de champion de France.
- Marielle et Katia Labèque, les sœurs Labèque, pianistes mondialement connues. Elles possèdent une maison à Guéthary.
- Georges Lunghini, né en 1953 à Paris, est un comédien, photographe, compositeur. Il possède une maison à Guéthary.
- On peut également apercevoir Guéthary dans le clip de Zaz reprenant Tous les cris les SOS de Daniel Balavoine.